# بچه‌های راه‌آهن (فیلم ۱۹۷۰)
«بچه‌های راه‌آهن» (انگلیسی: The Railway Children (1970 film)) یک فیلم به کارگردانی لایونل جفریس است که در سال ۱۹۷۰ منتشر شد. از بازیگران آن می‌توان به جنی اگاتر، گری وارن، ایان کاتبرتسون و داینا شریدن اشاره کرد.